# Église Saint-Valère de Rives
L'église Saint-Valère est une église catholique du XIXe siècle située à Rives, dans le département de l'Isère, en France.

## Localisation
L'église Saint-Valère de Rives est située sur un coteau de la commune, au bord du plateau du Mollard. 
Orientée Nord-Sud, le portail faisant face au Sud et le choeur au Nord, l'église surplombe la place de la Libération, la place principale de la ville.
L'église est rattachée à la paroisse catholique Sainte-Croix, qui regroupe les communes de Beaucroissant, Renage, Rives, Izeaux et Saint-Paul-d'Izeaux, dans la doyenné du Voironnais, au sein du diocèse de Grenoble-Vienne.

## Histoire

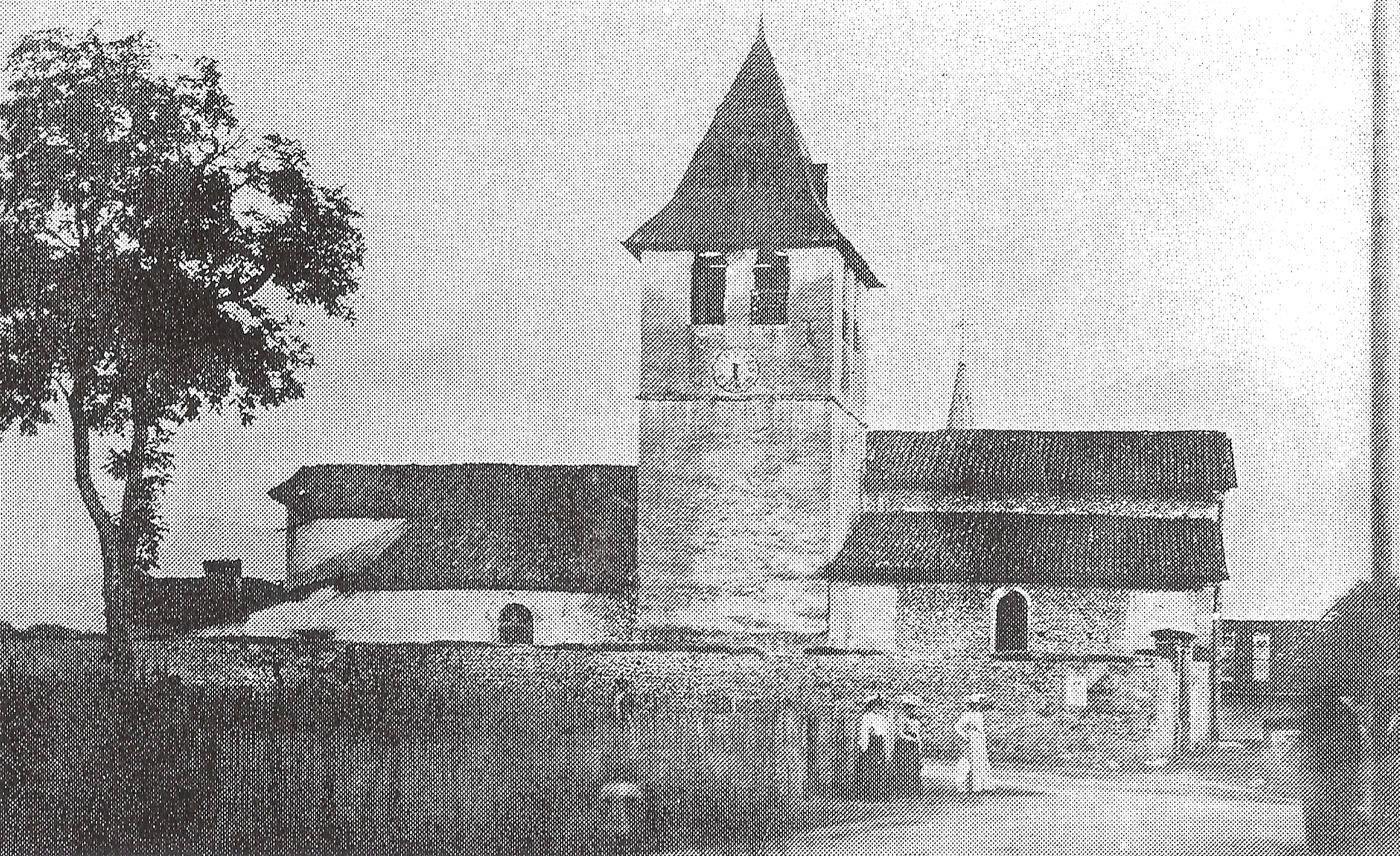
Le prieuré Saint-Vallier de Rives, à la fin du XIXe siècle.

Jusqu'à la fin du XIXe siècle, le lieu de culte de la ville était l'église du prieuré Saint-Vallier, situé au Mollard, datant des environs de 1100. 
Vers 1850, la famille Blanchet de Rives, qui avait déjà fait construire en 1847 la chapelle Blanchet à proximité de leur papeterie dans le quartier du Bas-Rives, souhaite faire construire une nouvelle église dans la commune. Après une quarantaine d'années de discussion avec la mairie, les Blanchet obtiennent en 1893 l'autorisation du conseil municipal  pour la construction de la nouvelle église mais sur leur fonds propres et sur des fonds privés.
L'église Saint-Valère de Rives est construite par l'architecte F. Bugey selon les plans de l'architecte Alfred Berruyer. Sa construction dure deux ans, d'août 1895 à octobre 1897, son inauguration a lieu le 10 octobre 1897.
Les cloches de la nouvelle église proviennent de l'ancienne église du prieuré Saint-Vallier, elles ont été transférées en 1897. La plus ancienne, datant de 1696, sera remplacé en 1911. La seconde, toujours en place, date de 1847.
Les vitraux de la grande nef sont l'œuvre du maître-verrier Gaudin, ils ont été achevés en 1926. Les vitraux du chœur et du transept ont été réalisés par l’atelier Bégule de Lyon.
Le clocher de l'église subit des modifications après la Seconde Guerre mondiale avec notamment la suppression des quatre clochetons situés à la base de la flèche.

Sélection de vues de l'église à la fin du XIXe siècle et au début du XIXe siècle.
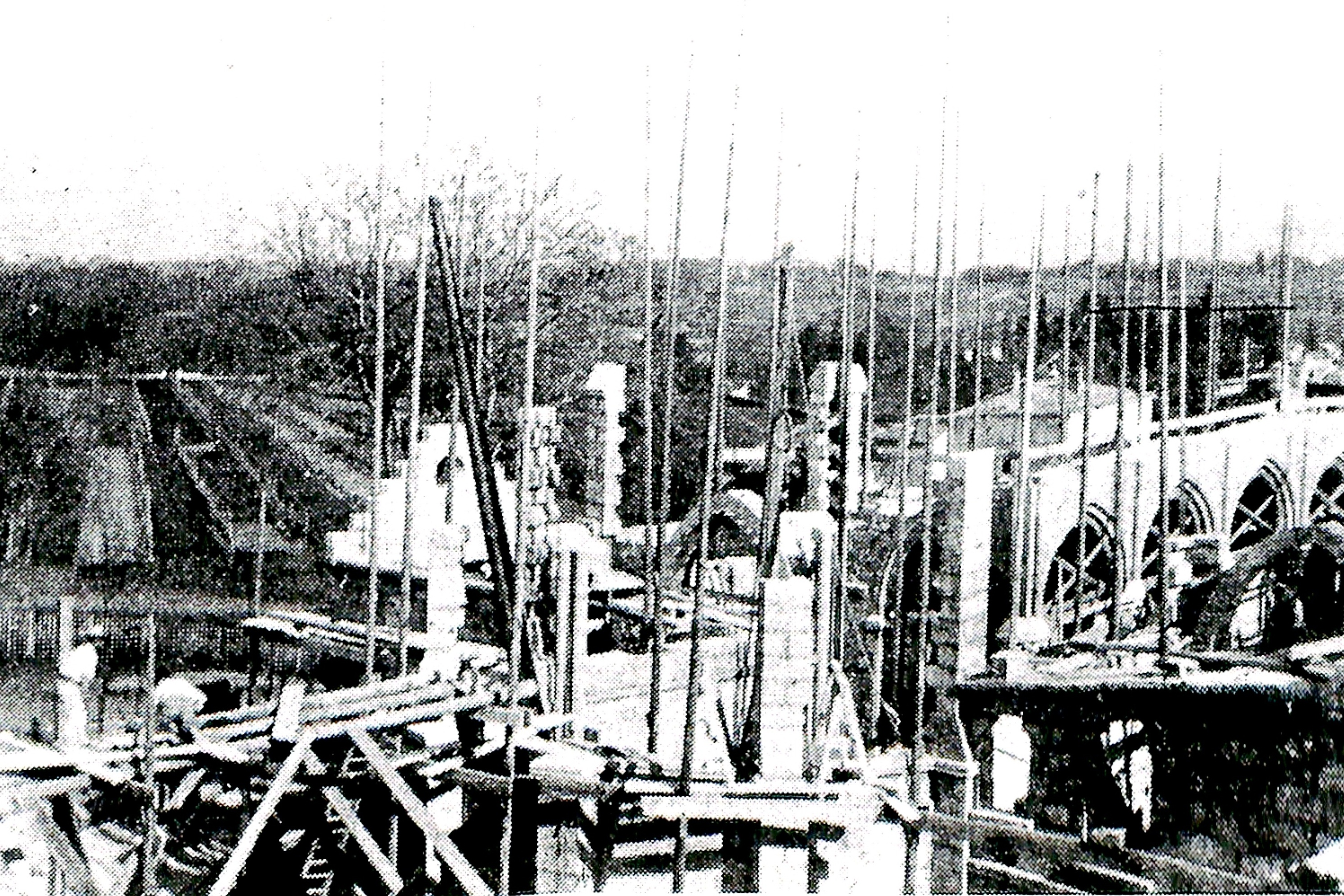
Construction de l'église.
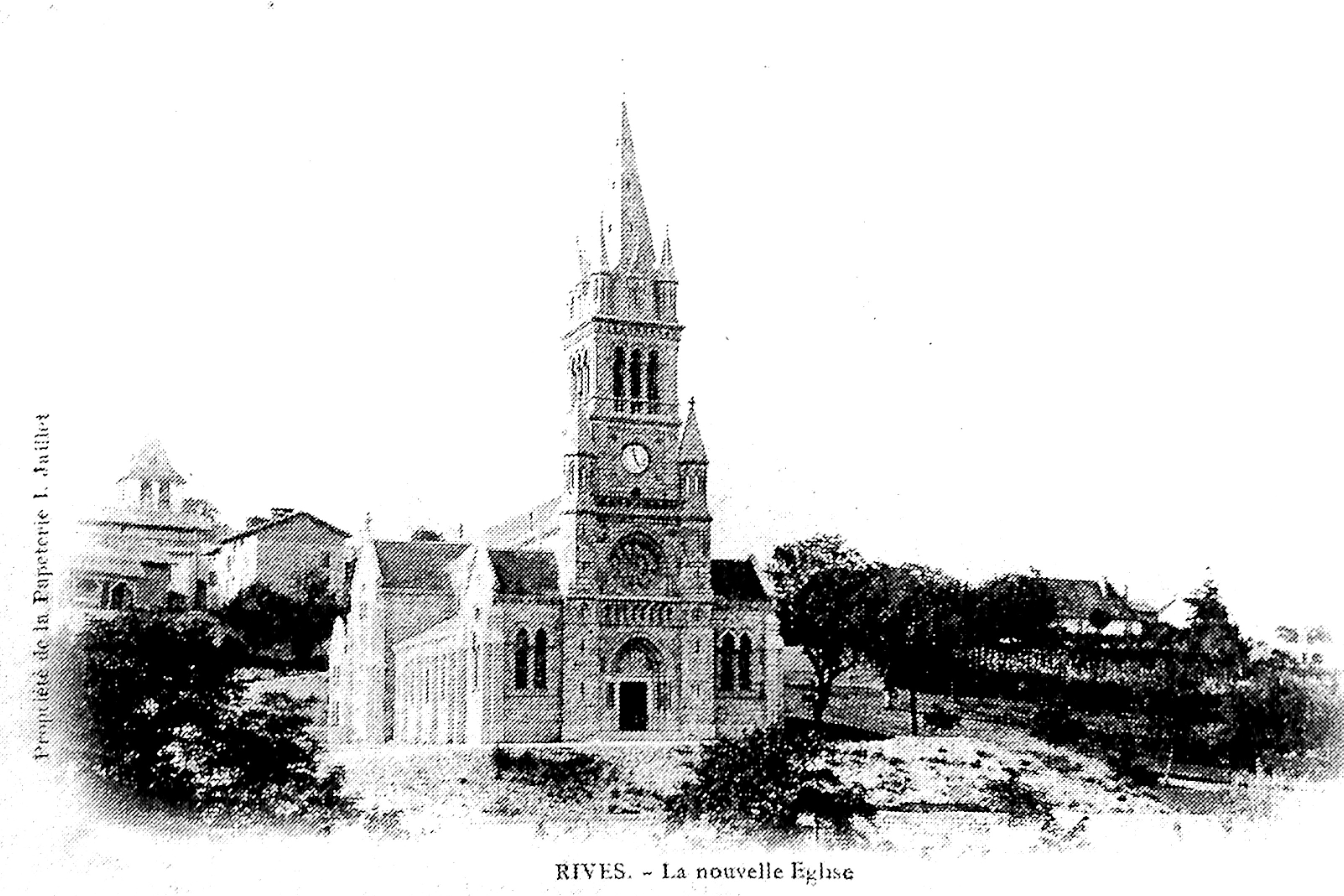
L'église achevée, avec le prieuré Saint-Vallier à l'arrière plan.
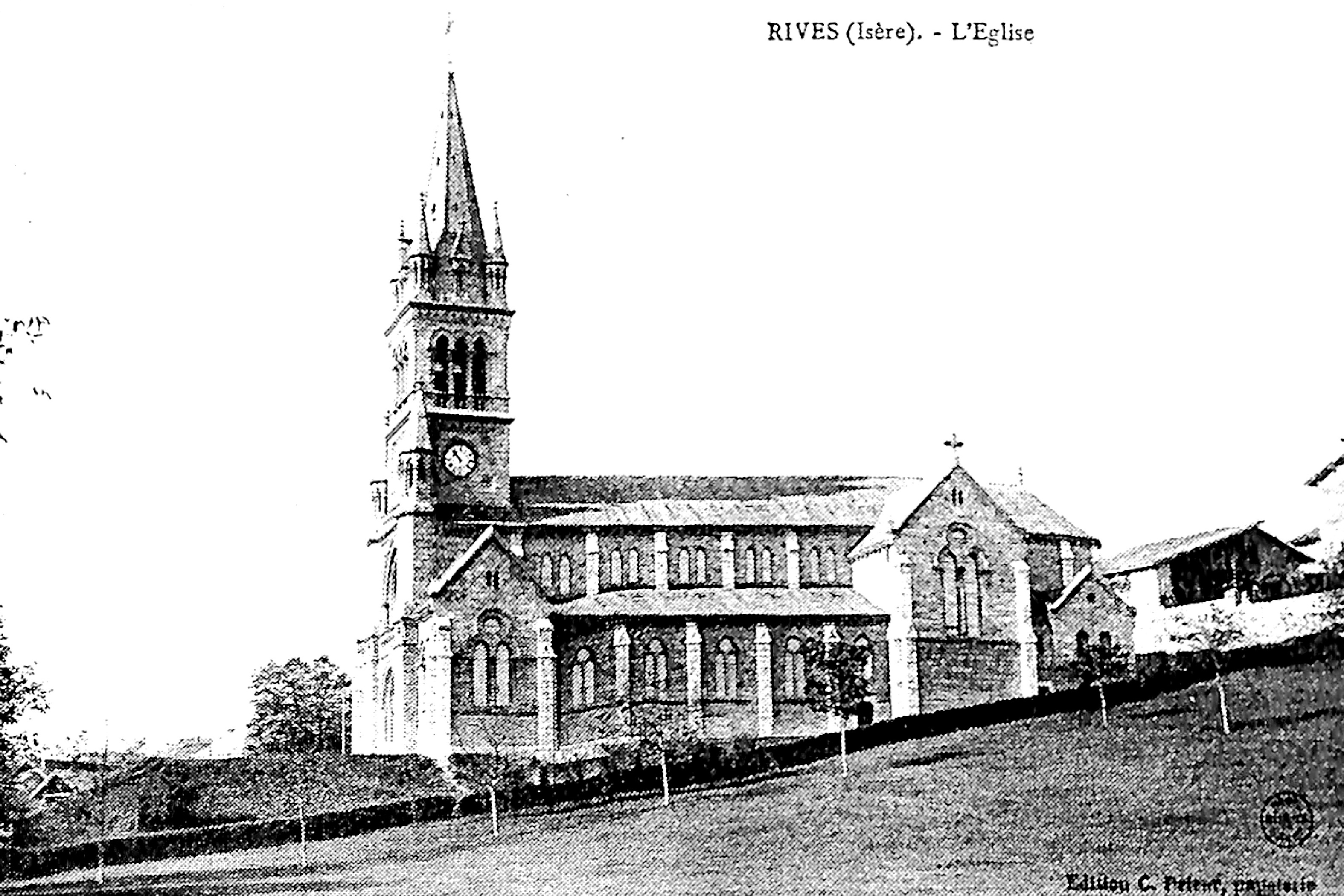
L'église vue depuis l'Est.
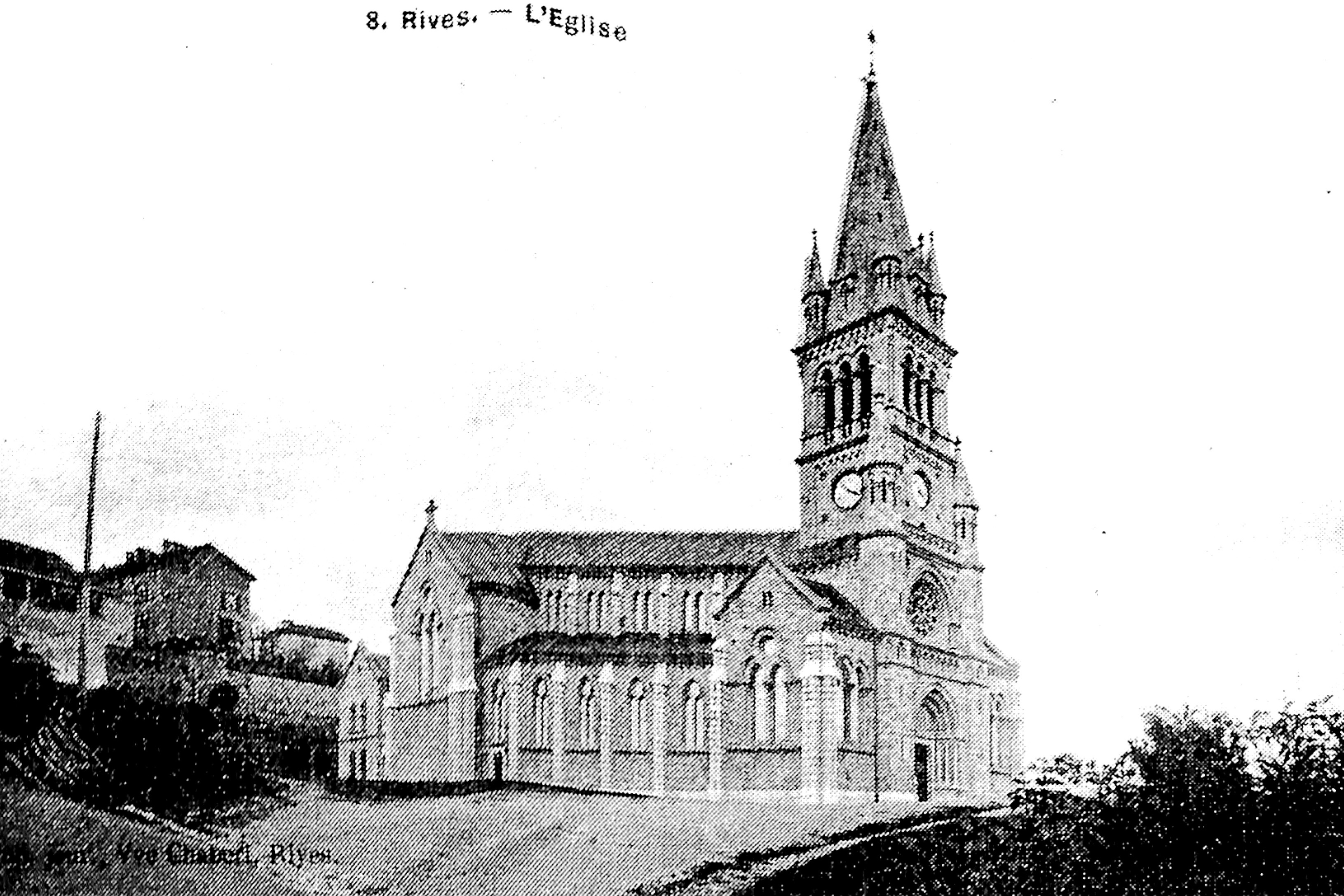
L'église vue depuis l'Ouest.

## Description

### Les vitraux
Les vitraux de la nef représent des « œuvres de Dieu accomplies par l’intermédiaire des Français », :
- vitrail 1 : la Mission de la France (IVe et Ve siècles), La France, symbolisée par une jeune vierge, reçoit sa mission : « elle doit être le soldat par qui Dieu accomplira ses desseins » ;
- vitrail 2 : le baptême de Clovis (496) ;
- vitrail 3 : la bataille de Poitiers (732) ;
- vitrail 4 : le sacre de Charlemagne (800) ;
- vitrail 5 : la victoire de Bouvines (1214) ;
- vitrail 6 : Saint-Louis (1226-1270) ;
- vitrail 7 : Jeanne d'Arc (1412-1431) ;
- vitrail 8 : les vœux de Louis XIII (1638) ;
- vitrail 9 : le couronnement de Napoléon (1804) ;
- vitrail 10 : le Triomphe de la France, représentant la fin de la guerre de la Première Guerre mondiale (1918).

### Les cloches
La cloche datant de 1847, qui provient de l'ancien prieuré, est baptisée Marie-Josèphe, du nom de Marie-Joseph Duquénoy épouse Genin[réf. nécessaire]; la seconde, datant de 1911, est baptisée Victoire-Mélanie.